# Dekzandlandschap
Dekzandlandschap is een landschap met een glooiend reliëf, gevormd in dekzand, dat bestaat uit dekzandruggen, vlaktes en laagtes. In de laagtes kan op natte plekken veenvorming plaatsvinden.